# Don't Stop Believin'
Don't Stop Believin' è un singolo del gruppo musicale rock statunitense Journey, pubblicato nel 1981 dall'etichetta discografica CBS.
Il brano è stato scritto da Jonathan Cain, Steve Perry e Neal Schon e prodotto da Mike Stone e Kevin Elson ed è stato estratto dall'album Escape. Nel lato b del singolo è stato inserito il brano Natural Thing, scritto da Steve Perry e Ross Valory e prodotto da Kevin Elson e Geoff Workman.
Si tratta di una delle canzoni di maggior successo del gruppo, entrata in diverse classifiche mondiali.

## Struttura e composizione
Il brano è composto in chiave di Mi maggiore a 118 bpm e la sua linea vocale spazia dal E3 al C#5; il tempo è 4/4. A differenza della maggior parte delle canzoni pop e rock, non espone il proprio ritornello che alla fine, dopo cinque strofe, due ripetizioni della sezione che gli autori definiscono "pre-chorus" e l'assolo di Neal Schon. La canzone è così strutturata:
1. Introduzione (strumentale: esposizione del riff principale) (0:00–0:17)
2. Strofa 1 (0:17–0:33)
3. Strofa 2 (0:33–0:49)
4. Interludio 1 (lick di chitarra) (0:49–1:05)
5. Strofa 3 (1:05–1:20)
6. Pre-chorus 1 (1:20–1:54)
7. Interludio 2 (riff principale) (1:54–2:01)
8. Strofa 4 (2:01–2:17)
9. Strofa 5 (2:17–2:33)
10. Pre-chorus 2 (2:33–3:05)
11. Assolo di chitarra (3:05–3:21)
12. Ritornello a sfumare (3:21–4:11)

La progressione armonica è esposta dal solo pianoforte all'inizio della canzone ed è mano a mano interpretata dagli altri strumenti nel corso del brano. Essa si compone della seguente progressione:
- I - V - vi - IV I - V - iii - IV

Cioè:
- Mi maggiore - Si maggiore - Do diesis minore - La maggiore - Mi maggiore - Si maggiore - Sol diesis minore - La maggiore

Per quanto riguarda l'arrangiamento, il pianoforte mantiene un basso ostinato di Si per le prime tre battute e per le battute 5-7 di ogni ripetizione del riff, mentre per le battute 4 e 8 scende al La; la mano sinistra ribadisce la tonica dell'accordo e a partire dalla sesta croma di ogni battuta comincia a portarsi sulla tonica successiva arpeggiando di volta in volta l'accordo di riferimento con abbondanza di note d'appoggio; conclude infine portandosi sulla tonica all'ottava superiore. Gli altri strumenti (chitarra elettrica, basso elettrico) seguono la linea disegnata dalla mano sinistra del pianoforte.

## Formazione
- Steve Perry - voce
- Neal Schon - chitarra, cori
- Jonathan Cain - tastiere, cori
- Ross Valory - basso, cori
- Steve Smith - batteria

## Tracce
7" Single (CBS A 1728)
1. Don't Stop Believin – 4:08
2. Natural Thing – 3:40

## Classifiche

### Classifiche settimanali
| Classifica (1981-2023) | Posizione massima |
| ---------------------- | ----------------- |
| Germania               | 90                |
| Paesi Bassi            | 50                |
| Regno Unito            | 6                 |
| Stati Uniti            | 9                 |
| Sudafrica              | 99                |
| Svezia                 | 25                |

### Classifiche di fine anno
| Classifica (2024) | Posizione |
| ----------------- | --------- |
| Australia         | 72        |
| Austria           | 65        |
| Regno Unito       | 76        |
| Svezia            | 99        |
| Svizzera          | 87        |